# Igor Smolnikov
Igor Aleksandrovič Smolnikov (Kamensk-Uralsky, 8. kolovoza 1988.) bivši je ruski koji je igrao na mjestu desnog braniča.
Od 1999. do 2006. igrao je za mlađe uzraste moskovskog Lokomotiva. Prvu profesionalnu sezonu odradio je u moskovskom Torpedu, za koji je odigrao 30 susreta, nakon čega potpisuje četverogodišnji ugovor s Lokomotivom. 
Za Lokomotiv je odigrao 15 utakmica, a veći dio ugovora proveo je na posudbama u Uralu iz Ekaterinburga i Rostovu. Nakon raskida ugovora, jednu godinu igra za Krasnodar, u čijem je dresu upisao 30 nastupa u Ruskoj Premijer ligi.
Odigrao je po jednu utakmicu za nacionalnu vrstu do 21 godine i B-reprezentaciju. Prvi put za A-reprezentaciju zaigrao je 19. studenog 2013. na prijateljskoj utakmici protiv Južne Koreje.
Za Rusiju je igrao u prvoj momčadi na Europskom prvenstvu 2016. u Francuskoj.

## Vanjske poveznice
- Profil na Transfermarktu
- Profil na Soccerwayu  Arhivirana inačica izvorne stranice od 16. kolovoza 2017. (Wayback Machine)